# 天龍特攻隊 (電影)
是一部2010年上映的美國動作喜劇電影，改編自1980年代同名電視劇《天龍特攻隊》。由喬·卡納漢執導，Stephen J. Cannell、兄弟檔雷利·史考特及東尼·史考特聯合製片。主演是連恩·尼遜、畢列·谷巴、昆頓·傑克森、沙尔托·科普雷、潔西卡·貝兒、派翠克·威爾森和布萊恩·布魯姆。電影由二十世紀福斯發行，2010年6月10日上映。

## 剧情
同樣身為美國陸軍遊騎兵，约翰·"汉尼拔"·史密斯、派克·斐斯、拜库斯·博斯克和默多克四人曾经在墨西哥和黑暗势力斗争时结成好友，组成了“天龍特攻隊”。一日，美国将军莫里森找到他们，请他们帮助美国军方找回丢失在伊拉克战争中的美元钞票模板，四人在伊拉克巴格达找到了假冒的美元钞票模板，却被幕後人物布拉德·帕克夺走，而“天龍特攻隊”也因被诬陷而关进了监狱。中情局人员林奇把他们救出来，请他们帮忙找回美元钞票模板，而作为交换条件就是帮他们洗刷被诬陷的罪名。林奇提供给他们布拉德·帕克的资料，此时帕克在法蘭克福。天龙特工队追至法蘭克福，并且夺回假冒的美元钞票模板，之後天龙特工队发觉真正的幕后黑手是林奇，目的是將模板占為己有。为了诱出林奇，四人便和国防部的上尉索萨约定在洛杉矶交還假的美元钞票模板，而林奇带领他的团队前来抢模板，不过都被擒拿。此时，真正的中情局要员林奇把叛變的林奇带走。

## 演員
- 連恩·尼遜飾演约翰·史密斯，軍階上校／漢尼拔
- 畢列·谷巴飾演坦普莱顿·貝克，軍階中尉／小白
- 昆頓·傑克森飾演拜库斯·博斯克，軍階下士／怪頭
- 沙尔托·科普雷飾演默多克，軍階上尉／哮狼
- 潔西卡·貝兒飾演克瑞莎·索萨[7]
- 派翠克·威爾森飾演凡斯·彼瑞斯／林區探員
- 布萊恩·布魯姆（英语：Brian Bloom）飾演布拉德·帕克[8]
- 傑拉德·麥雷尼（英语：Gerald McRaney）飾演莫里森，将军
- 尊·咸姆飾演林區探員（未掛名）
- 泰瑞·陳飾演拉維奇
- C·恩斯特·哈斯（英语：C. Ernst Harth）飾演火葬場服務員
- 科瑞·伯頓（英语：Corey Burton）飾演旁白
- 尤·瓦茲奎茲（英语：Yul Vazquez）飾演哈维尔·图科将军

## 花絮
於2010年6月10日上映的翻拍電影版本。原版演員「小白」德克·班奈迪與「哮狼」杜威特·舒茲，並在片末特別客串演出，兩人出現在自己過去所演的角色場景中分別演出「醫生」及「曬日照機的人」。
该剧大部分剧情都是在加拿大的温哥华拍摄的。

## 外部連結
- 互联网电影数据库（IMDb）上《天龍特攻隊》的资料（英文）
- AllMovie上《天龍特攻隊》的资料（英文）
- 爛番茄上《天龍特攻隊》的資料（英文）
- Box Office Mojo上《天龍特攻隊》的資料（英文）
- Metacritic上《天龍特攻隊》的資料（英文）